# Ophiophragmus papillatus
Ophiophragmus papillatus är en ormstjärneart som beskrevs av Rudolf Christian Ziesenhenne 1940. Ophiophragmus papillatus ingår i släktet Ophiophragmus och familjen trådormstjärnor. Inga underarter finns listade i Catalogue of Life.